# Manuel Fernández Mota
Manuel Fernández Mota (Sayalonga, 9 de agosto de 1924-Algeciras, 12 de octubre de 2015) fue un poeta y escritor español.

## Biografía
Nació en Sayalonga, un pueblo de La Axarquía malagueña, el 9 de agosto de 1924. Era el menor de una familia campesina de nueve hermanos, y como todos los habitantes de su pueblo, tuvo que dedicarse al campo. Sintió desde muy pequeño un gran amor hacia la literatura y la poesía, y leyó y se formó con la lectura de los clásicos. Así se compenetró con poetas del Siglo de Oro y con otros más modernos. No pudo estudiar por causa de la Guerra, pero él hizo de los montes una universidad. A la edad de 35 años empezó el bachillerato, haciendo después la carrera de magisterio, profesión que ejerció en Algeciras hasta su jubilación. Tuvo siete hijos y trece nietos, algunos de los cuales siguen sus pasos literarios y artísticos. Fue premiado por los Ateneos de Algeciras y Málaga, recibiendo otras distinciones y homenajes. Así mismo destacó en otras facetas artísticas, como la pintura, la fotografía y la infografía. Falleció a los 91 años, el 12 de octubre de 2015 en Algeciras, ciudad que le nombró Hijo Adoptivo, recibió la Medalla de la Palma y homenajeó con su nombre el Salón de Actos del Centro Documental "José Luis Cano". Sus cenizas descansan junto a su esposa Isabel Sánchez Melgar, en el célebre cementerio redondo de su Sayalonga natal, pueblo que le distinguió como Hijo Predilecto, designó con su nombre la Biblioteca Municipal y le dedicó una sala de poesía cromática en el Museo Morisco. Su obra literaria puede descargarse gratuitamente en la página web de Bubok.
En su labor literaria tiene los trabajos siguientes:
- Revista poética "Bahía". Fundador con otros poetas y director hasta su desaparición en el número cincuenta.[2]
- Premio de poesía "Bahía". Creador y director.[3]
- Colecciones de poesía: colección "Bahía", colección "Sur y remo", colección "Cuadernos de La Almoraima", colección "Portus Albus", colección "Viento y agua" y colección “Bahía - Milenio Tres Poesías”.
- Homenaje "Bahía Poesía del Sur". Creador y director.
- Agrupación poética "José Luis Cano". Fundador con otros escritores y presidente.[4][5][6]

Desde el año 2021 la Delegación de Cultura del Ayuntamiento de Algeciras viene organizando el Certamen de Literatura "Manuel Fernández Mota: Bahía de Papel", de carácter internacional y presentando la obra ganadora durante los actos programados con motivo del Día Mundial del Libro.

## Obra

### Poesía
- Destellos del barro. Algeciras, 1964.
- Diálogo astral. Col. “Bahía”. Algeciras, 1971.
- Versos doloridos. Col. “Ángaro”. Sevilla, 1971.
- La voz estremecida. Col. “Sur y remo”. Algeciras, 1975.
- Las horas maduras. Col. “Ángaro”. Sevilla, 1975.
- Los muñecos de Prometeo. Col. “Bahía”. Algeciras, 1977.
- La noche de los profetas. Col. “Sur y remo”. Algeciras, 1980.
- Sonetos calpenses. Col. “Cuadernos de La Almoraima”. Algeciras, 1981.
- Poemas de Bahía. Col. “Bahía”. Algeciras, 1985.
- Apuntes al óleo sin arco iris. “Los cuadernos de Corona del Sur”. Málaga, 1988.
- Lunas de Guadalmesí. Col. “Portus Albus”. Algeciras, 1990.[8]
- Rosas de Leo. Ateneo de Málaga. Málaga, 1992.
- La revista “El Parnaso”, le dedica un número homenaje. Málaga, 1992.
- La revista “Almoraima”, del Instituto de Estudios Campogibraltareños, en el número 12, en su suplemento de "Creación literaria y artística", publica Rosas de Leo. Algeciras, 1994.
- Antología para una noche del mes de junio. Aula de literatura “José Cadalso”. Delegación de Cultura del Ayuntamiento de San Roque, 1994.
- Pétalos pluviales. Ediciones Trípode. Sevilla, 1997.
- Poemas de la Isla Verde. Ediciones Bahía. Col. “Mecenas”. Algeciras, 1998.
- Latido y tiempo. Centro cultural Generación del 27. Área de Cultura de la Diputación de Málaga, 1998.
- La antorcha en vuelo. Instituto de Estudios Campogibraltareños. Algeciras, 1999.
- Antología poética. (1964-2000). Ayuntamiento de Málaga. Editorial Corona del Sur. Málaga, 2002.
- Himnos de Leo. Ediciones Bahía. Col. “Mecenas”. Algeciras, 2003.
- Tres joyas del sur. Ediciones Bahía. Col. “Mecenas”. Algeciras, 2004.
- Cármenes. Antología poética. Editorial Bahía. Algeciras, 2007.[9][10][11][12]
- Olas sagradas. Ateneo de Algeciras. Algeciras, 2010.[13][14][15]
- Miranda. Editorial Bahía. Algeciras, 2011.[16]
- Chiribitas. Editorial Círculo Rojo. El Ejido, 2013.[17]
- Estrofas elegidas. Antología poética e infográfica. Autoedición. Algeciras, 2014.[18][19][20]
- Ocaso. Antología poética e infográfica. Ediciones Bahía. Algeciras, 2014.[21][22][23][24][25]

### Prosa
- Nuestra comarca (Guía escolar del Campo de Gibraltar). Guía didáctica histórica, social y geográfica. Ediciones Bahía. Col. “Viento y agua”. Algeciras, 1990.
- La humildad de la historia (Sayalonga). Ensayo histórico. Diputación Provincial de Málaga. Málaga, 1993.
- La ruta blanca del mudéjar (Tierras de Bentomiz). Ensayo histórico. Ediciones Bahía. Col. “Viento y agua”. Algeciras, 1996.
- Tarde de nisán (El misterio de Castellar). Novela. Ediciones Bahía. Col. “Viento y agua”. Algeciras, 1997.
- Memoria histórica de una conferencia (Algeciras 1906). Estudio e investigación histórica. Fundación Municipal de Cultura ”José Luis Cano”. Algeciras, 2001.
- Las viñas. Novela. Editorial Círculo Rojo. El Ejido, 2011.[26][27][28]